# ماریانا گرونبرگ-ماناگو
ماریانا گرونبرگ-ماناگو (انگلیسی: Marianne Grunberg-Manago؛ زاده ۶ ژانویهٔ ۱۹۲۱ درگذشته ۳ ژانویهٔ ۲۰۱۳) یک دانشمند در زمینه اهل فرانسه بود.